# Zespół Pieśni i Tańca Ziemi Cieszyńskiej im. J. Marcinkowej
Zespół Pieśni i Tańca Ziemi Cieszyńskiej im. J. Marcinkowej – jeden ze znaczących amatorskich zespołów folklorystycznych Śląska Cieszyńskiego z siedzibą w Cieszynie przy ul. Stary Targ 4.

## Historia zespołu
W marcu 1950 z inicjatywy Danuty Juraszek-Baranowskiej przy Spółdzielni Spożywców „Konsum Robotniczy” powstała grupa taneczna składająca się z 8 par. Po 3 latach przeobraziła się w ponadstuosobowy Zespół Pieśni i Tańca Ziemi Cieszyńskiej. Został wyodrębniony zespół taneczny, chór mieszany, orkiestra i zespół dziecięcy.
Współtwórczyni zespołu i jego współczesna patronka, Janina Marcinkowa, choreografka i etnografka związana z zespołem od jego początków, w oparciu o własne badania terenowe wypracowała oryginalny sposób adaptacji folkloru Śląska Cieszyńskiego i jego scenicznej prezentacji, zachowując to, co jest w folklorze regionu najbardziej charakterystyczne, a jednocześnie utrzymując stylistyczną jedność widowiska. Również Jerzy Drozd, a później Władysław Rakowski, pedagodzy i dyrygenci, w oparciu o wiedzę muzykologiczną opracowali muzyczne programy zespołu. Ich prace kontynuuje Piotr Gruchel (kapela i chór). Zespół wykorzystywał także kompozycje Jana Gawlasa, Antoniego Poćwierza, Jana Sztwiertni, Mieczysława Krzyńskiego, Wojciecha Kilara, Jerzego Hadyny, Józefa Świdra i Władysława Wilczaka.
Znaczący wkład choreograficzny wnieśli: Tadeusz Bar, Urszula Wiśniowska, Grażyna Stawarska, Lidia Lankocz, Katarzyna Siwiec, Dorota Siedlecka-Dominiak. Zasłużoną długoletnią choreografką grupy dziecięcej była Anna Gociek. Z zespołem współpracowali: Maria Foltyn, Zofia Marcinek i Anna Marcinek-Kępa choreografki, córki Janiny Marcinkowej.

## Repertuar
Repertuar zespołu zawiera pieśni i tańce nie tylko z regionu cieszyńskiego i Beskidu Śląskiego, ale również: rzeszowskiego, żywieckiego, pszczyńskiego, sądeckiego, lubelskiego, łowickiego, Górnego Śląska oraz polskie tańce narodowe (mazur, polonez, krakowiak, kujawiak, oberek).
W ciągu 70 lat zespół przygotował 60 programów, m.in. „Sałaszników” – opera ludowa Jana Sztwiertni, programy i pełonospektaklowe widowiska m.in. „Na sałaszu”, „Ondraszkowe ostatki”, „U nas hań – downi”, „Święto góralskie w Beskidach”, „Goiczek”, „W dawnym stylu”, „Jarmark w Łukowie”, „Oczepiny”, „Nad potokiem” i „Przy muzyce”.

## Nagrania
Zespół wydał kilka płyt, m.in. z okazji Złotych Godów oraz nagranie z koncertu 6 chórów pod batutą Władysława Rakowskiego – 230 chórzystów z towarzyszeniem 30-osobowej orkiestry zaśpiewało utwory kompozytorów cieszyńskich.
Zespół brał także udział w realizacji filmów fabularnych, dokumentalnych i instruktażowych.

## Nagrody i wyróżnienia
Efektem ponad 70 lat pracy zespołu są liczne odznaczenia, nagrody i wyróżnienia, m.in.:
- Złoty Krzyż Kawalerski Orderu Odrodzenia Polski (1985),
- „Złota Ciupaga” za 1 miejsce na Międzynarodowym Festiwalu Folkloru Ziem Górskich (1986, 1994),
- 3 miejsce w IV Ogólnopolskim Przeglądzie Tańców Narodowych w Lubaczowie (1999),
- Grand Prix w III Ogólnopolskim Festiwalu Zespołów Folklorystycznych w Stalowej Woli (2002),
- Grand Prix, w kategorii stylizowanej „Łowicki pasiak” w Łowiczu (2009),
- Grand Prix Polskiej Sekcji CIOFF 3. Ogólnopolskiego Festiwalu Zespołów Folklorystycznych im. Michała Kosińskiego w Stalowej Woli (2002)[1][12].